# Мавзолей (садиба Суханово)
Мавзолей (садиба Суханово)  — знакова споруда меморіального призначення доби московського ампіру у Підмосков'ї, створена за проєктом архітектора Доменіко Жилярді (1785—1845).

## Передісторія створення

Жан Ніколя Собре. Проєкт поховального комплексу. 1783 рік. Музей мистецтва Метрополітен, США.

Тип невеликого меморіального ансамблю з капличкою та відкритою галереєю виник не в Москві, а в Ломбардії.
Армія Наполеона Бонапарта 1804 року захопила Північну Італію і на місці Ломбардії було створене залежне від Франції державне утворення -  Мілансько-Цизальпійська республіка. 1804 роком датовано і наказ (так званий «наказ Сен-Клу») про заборону поховань померлих в церквах чи домівках в межах існуючих кордонів міст, як то практикували в Італії. З міркувань запобігти поширенню інфекційних захворювань кладовища наказували створювати за межами міст у сухих та прохолодних місцинах. Опікуватись новими меморіальними комплексами повинні були місцеві уряди.
Низка італійських архітекторів, що не була завантажена замовами в Північній Італії, відповіла на поклик створенням проєктів меморіальних ансамблів, так званих  «Cimitero monumentale», тобто заміських монументальних цвинтарів. Панівний тоді класицизм пропонував для меморіальних комплексів центричні мавзолеї, ротонди, галереї для поховань представників шляхетних чи відомих родин, земельні ділянки для пересічних тощо. Вже в проєктах 1780-1790-х років, як у італійських, так і у французьких представників класицизму виникають бічні галереї для шляхетних поховань. Проєкти поховальних комплексів стають типовими студентськими завданнями в художніх закладах. Вражаючі зразки  подібних проєктів створили Жан Николя Собре, Джованні Кампана, Джорджо Дюран, Джоакіно Конті, Джованні Пассінаті, котрі так і залишились зразками паперової архитектури. Утопічними були і перші проєкти, що з'явились вже після оприлюднення наполеонівського наказу 1804 року про заміські кладовища. 
Беззаперечний архітектурний авторитет Пантеону в Римі спонукав до створення варіантів його плану і форми як каплиці на цвинтарі. Каплицю доповнювали пропілеї, сходи, скульптури, низка відкритих чи закритих галерей тощо. Поховальний комплекс міг бути відкритим у простір чи навпаки, закритим і обмеженим кам'яними парканами. Новим були декор і архітектурний характер споруд - вишуканий, холодно-величний, стриманий у власні закінченості й у прагненні до надлюдської довершеності.
Десяток років ( 1804-1814 )пішов на війни в Європі і розпад наполеонівської імперії та на повну нейтралізацію і видалення Наполеона з політичного життя Європи. Але не забулись архітектурні проєкти, народжені його наказом, котрі почали реалізовувати в різних містах. Еталонним зразком невдовзі визнають поховальний комплекс в місті Брешія, створений за проєктом архітектора Родольфо Вантіні. Проєкт Вантіні — датований 1813 роком, але будівництво розтяглося на роки. Нові поховальні комплекси побудували також в містах Форлі (проєкт 1818 року, арх. Руфілло Риджині), в Вероні ((проєкт 1827 року, арх. Джузеппе Барбіері), в Генуї (проєкт 1835 року, арх. Карло Барабіно), в Модені тощо. Симетричні і регулярні за розплануванням, поховальні комплекси чимось нагадували старовинні розпланування давньоримських терм, але були інші за функціональним призначенням.
Виникнення перших проєктів поховальних комплексів збіглося із навчанням в Італії російських архітекторів В.П. Стасова та Доменіко Жилярді, італошвейцарця за походженням. Останній і привіз в Москву штудії-начерки поховального комплексу нового зразка.

## Мавзолей в садибі Суханово

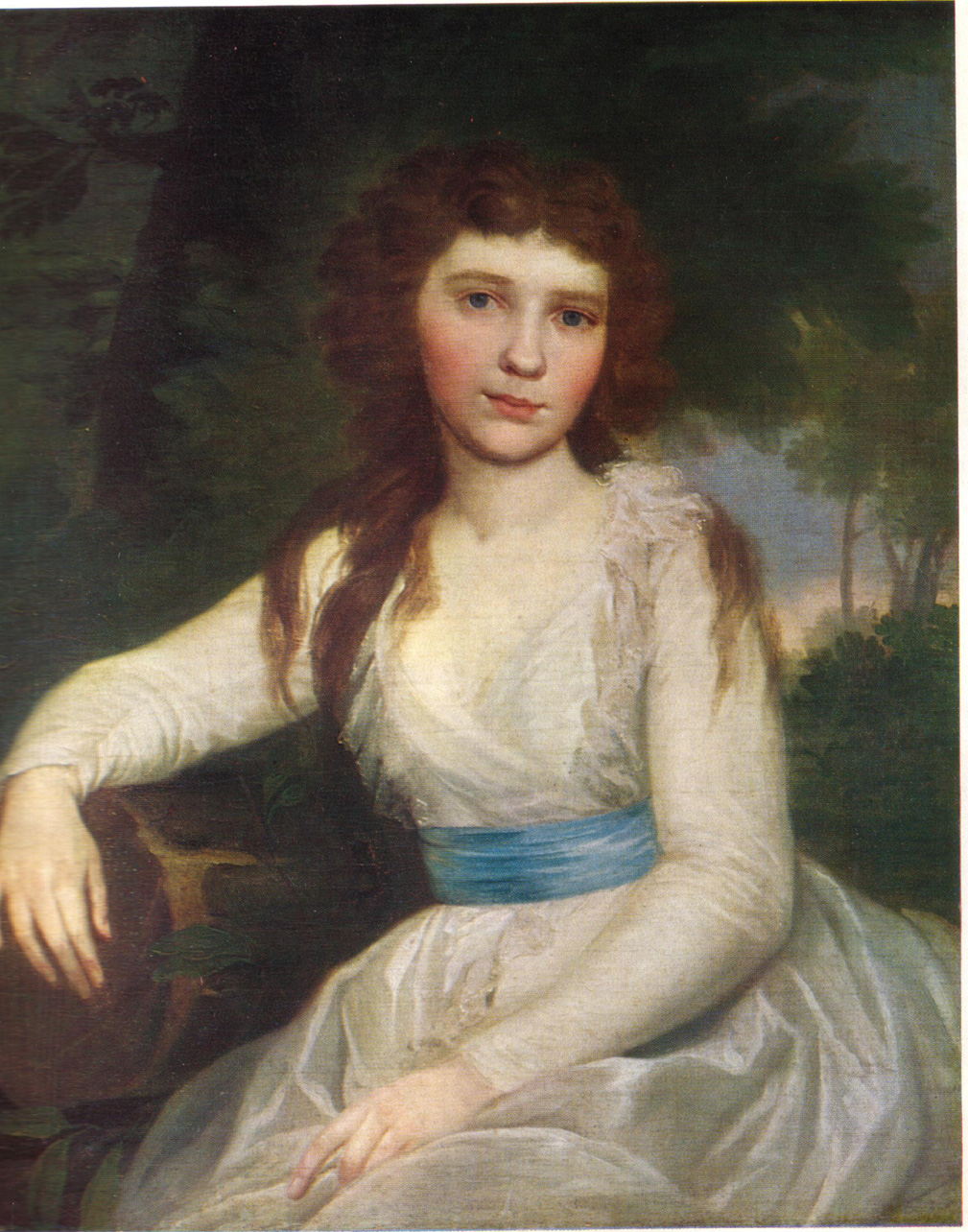
Худ. В.Л. Боровиковський. Волконська Катерина Олексіївна, замовниця мавзолею.

Чоловік Катерини Олексіївни, генерал Волконський Дмитро Петрович помер після ран, отриманих у війні 1812-1814 рр. Вдова й замовила Церкву з мавзолеєм для поховання чоловіка та для заснування поряд прихистку для ветеранів війни. Комплекс створили за один будівельний сезон 1813 року. Чомусь ім'я автора-архітектора проєкту не було позначене ні в документах поданих у Святійший Синод, ні у закладній дошці споруди, текст якої знали дослідники. 
Генерал помер 1812 року, первісно був похований в рязанській садибі Малинки. Перепоховання відбулося в Суханово у 1814 році. Так садибна церква Дмитра Ростовського стала мавзолеєм родини Волконських, а разом із прихистком для ветеранів війни 1812 р. ще й першим за часом виникнення меморіальним комплексом переможцям Наполеона І Бонапарта в Російській імперії.
Вибудований меморіальний комплекс дивував монументальністю і вишуканістю декору при відносно невеликих розмірах. Церква-ротонда має 14 метрів заввишки і чотирнадцять метрів в діаметрі. Комплекс розташований на високому березі садибних ставків, що додавало йому висоти і величі. 
Первісно меморіальний комплекс в садибі Суханово мав інше кольорове забарвлення і іншу ієрархію. Його вибудували з червоної цегли, що контрастувала з білими деталями вхідного портика, рельєфами  зубчастої корони, білої колонади та деревами пейзажного парку. В ансамблі тоді головувала дзвіниця зі шпилем, поставлена на одній осі з капличкою-церквою і вбудована в заокруглену галерею в її центрі позаду ротонди. Колонада обабіч ротонди мала об'єднувальний і відокремлюючий характер, бо слугувала архітектурним парканом меморіального ансамблю. Галерея закінчувалась двома одноповерховими павільйонами, де первісно розташували прихисток для інвалідів та невелику лікарню.
Вишуканий декор інтер'єру ротонди нагадував урочисті палацові, а не церковні інтер'єри.

## Деградація в 20 ст.
Процеси деградації палацово-паркового ансамблю були притаманні і садибі Суханово за часів СРСР. Але не набули тут руйнівно-нищівного характеру. У 1930-ті роки меморіальний і поховальний комплекс був суттєво перебудований архітектором Н.Д. Виноградовим, котрого примусили переробити споруди під санаторний корпус, кухню — в першому ярусі поруйнованої дзвіниці, а їдальню розмістити  в круглому залі церкви-ротонди. Прихисток для інвалідів і малу лікарню збільшили і надбудували другим поверхом, що суттєво змінило первісну ієрархію архітектурних об'ємів, а функції меморіальної споруди - на відпочивальні. 
До початку 21 століття дійшла дивацька споруда з потинькованими мурами і втраченими рельєфами. Від ротонди нині відходять три нові  корпуси, а сам комплекс втратив дзвіницю, історичну колористику і меморіально-поховальну функцію… Нині він справляє абсолютно інше враження як їдальня Будинку відпочинку архітекторів.

## Галерея

Доменіко Жилярді варіант мавзолею і галереї 1812-1813 рр.
Дзвіниця і колонада мавзолею Волконських, фото початку 20 ст.
Мавзолей Волконских, фіксаційний план.